# Ludwig Hilberseimer
Ludwig Hilberseimer, född 1885, död 1967, var en tysk arkitekt.
Hilberseimer verkade i samma anda som Le Corbusier och Henry van de Velde för saklighet i arkitektur och stadsplan. Sina stadsplaner tänkte han med vertikal bebyggelse och fotgängargator över marknivån. Han byggde bland annat Rheinlandhaus i Berlin.